# Eryk Stenkilsson
Eryk VII Stenkilsson lub Eryk II – król Szwecji w latach 1066–1067. Po śmierci Stenkila Ragnvaldssona rozpoczął wojnę z Erykiem Poganinem o koronę szwedzką. Obaj zginęli w trakcie wojny. Dzięki Adamowi z Bremy znamy tylko imiona obu Eryków oraz pochodzenie jednego z nich. Powiązania jego ze Stenkilem nie są znane.
Nazwanie go Erykiem VII jest pomysłem późniejszym. Swą wysoką numerację zawdzięcza XVI-wiecznemu historykowi szwedzkiemu Johannesowi Magnusowi. W swej pracy Historia de omnibus Gothorum Sveonumque regibus (Dzieje wszystkich królów Gotów i Swewów) listę władców Szwecji rozpoczął od wnuka biblijnego Noego, Magoga.